# Joey Crawford
|  | No s'ha de confondre amb Dan Crawford. |

Joey Crawford   (Filadèlfia, 30 d'agost de 1951) és un àrbitre professional de bàsquet de l'NBA. A començament de la temporada 2006-07 de l'NBA, havia arbitrat 266 partits de playoffs i 38 de les Finals de l'NBA, més que cap altre àrbitre de la lliga. Ha aparegut ininterrompudament en les Finals cada any des 1986 fins a 2006. A més, Crawford ha arbitrat també els All-Star Game de 1986, 1992 i 2000, i l'Open McDonald's de 1993 a Múnic, Alemanya.

## Inicis
Crawford va començar arbitrant partits d'institut des de 1970 fins a 1977 i de l'Eastern Basketball Association (posteriorment coneguda com a Continental Basketball Association) el 1974 i el 1977. Després del seu pas per la CBA, Crawford va ser contractat per l'NBA el 1977 als 25 anys. A banda de l'arbitratge, Crawford va treballar al Servei Postal dels Estats Units com a carter des de 1972 fins a 1975.

## Carrera a l'NBA

### Playoffs de 2003
Durant el segon partit de les Finals de la Conferència Oest de 2003, Crawford va xiular quatre faltes tècniques en els primers 10 minuts de partit, incloses dues tècniques i expulsió a Don Nelson, en aquells dies entrenador de Dallas Mavericks, per no tornar a la seva banqueta després de discutir una falta xiulada contra el seu equip. Més tard, també va expulsar Del Harris, assistent de Nelson.

### Crawford arriba als 2.000 partits
Crawford va arbitrar el seu partit número 2.000 l'11 de novembre de 2005, entre Los Angeles Lakers i Philadelphia 76ers. Va esdevenir el sisè àrbitre en la història de l'NBA en arribar a aquesta xifra, després de Jake O'Donnell, Dick Bavetta, Earl Strom i Tommy Nunez.

### Batussa amb Tim Duncan
El 15 d'abril de 2007, Crawford va expulsar Tim Duncan, ala pivot de San Antonio Spurs, per riure's d'ell i insultar-lo suposadament des de la seva banqueta durant un partit contra Dallas Mavericks. Duncan va al·legar que Crawford el va desafiar a una baralla a la pista. El 17 d'abril, Crawford va ser suspès per la resta de temporada i els playoffs de 2007 com a resultat de la batussa, posant fi així a una ratxa de 21 aparicions consecutives en les Finals. Duncan també va ser suspès amb 25.000 dòlars per insultar l'àrbitre. Crawford es va reunir amb els directius de l'NBA el 30 de juliol de 2007 per discutir el seu futur en la lliga, però no es va arribar a cap decisió. El 17 de setembre l'NBA anuncià que Crawford era rehabilitat.

### Una altra polèmica amb els Spurs
Als playoffs de 2008, Crawford va arbitrar el quart partit de les Finals de Conferència entre Los Angeles Lakers i San Antonio Spurs. En els últims segons del partit, una falta no assenyalada de Derek Fisher sobre l'escorta dels Spurs Brent Barry va donar la victòria als Lakers. Posteriorment, l'NBA va reconèixer l'error i va demanar disculpes.

## Família
El seu pare, Shag Crawford, va ser àrbitre de les Grans Lligues de Beisbol a la Lliga Nacional des 1956 fins a 1975, mentre que el seu germà Jerry actualment treballa en el mateix ofici. Crawford actualment resideix a Newton Square, Pennsylvania, i està casat i té tres fills.
Crawford va aparèixer en la pel·lícula de bàsquet Like Mike com a àrbitre.